# 우에우에테낭고주

우에우에테낭고 주의 위치

우에우에테낭고주(스페인어: Departamento de Huehuetenango)는 과테말라 북서부에 위치한 주로 주도는 우에우에테낭고이며 면적은 7,403km2, 인구는 846,544명(2002년 기준)이다.
북쪽과 서쪽으로는 멕시코와 국경을 접하며 동쪽으로는 키체 주, 남쪽으로는 토토니카판 주와 케트살테낭고 주, 산마르코스 주와 접한다. 31개 지방 자치체를 관할한다.

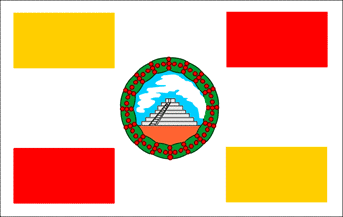
주기
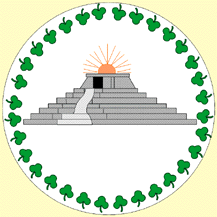
주 문장